# 미엥지제치군

루부시주 지도에 표시된 미엥지제치군의 위치

미엥지제치군(폴란드어: powiat międzyrzecki)은 폴란드 루부시주에 위치한 군으로 군청 소재지는 미엥지제치이며 면적은 1,387.61km2, 인구는 57,851명(2019년 6월 30일 기준), 인구 밀도는 42명/km2이다.
북쪽으로는 스트셸체드레즈덴코군, 북동쪽으로는 비엘코폴스카주 미엥지후트군, 동쪽으로는 비엘코폴스카주 노비토미실군, 남쪽으로는 시비에보진군, 서쪽으로는 술렝친군, 북서쪽으로는 고주프군과 접한다. 6개 지방 자치체(3개 도시형 농촌, 3개 농촌)를 관할한다.

군기
군 문장